# Canottaggio ai XII Giochi panafricani
Le competizioni di canottaggio ai XII Giochi panafricani di Rabat 2019 si sono svolte dal 20 al 23 agosto 2019 a Salé, in Marocco.

## Partecipanti
- Algeria
- Benin
- Gibuti
- Egitto[1]
- Costa d'Avorio
- Libia
- Marocco
- Nigeria[2]
- Togo
- Tunisia

## Risultati

### Uomini
| Evento                    | Oro                     | Tempo             | Argento              | Tempo             | Bronzo                  | Tempo             |
| Openweight events         | Openweight events       | Openweight events | Openweight events    | Openweight events | Openweight events       | Openweight events |
| ------------------------- | ----------------------- | ----------------- | -------------------- | ----------------- | ----------------------- | ----------------- |
| Singolo 500 m (dettagli)  | Mohamed Taieb           |                   | Abdelkhalek El-Banna |                   | Oussama Habiche         |                   |
| Singolo 1000 m (dettagli) | Mohamed Taieb           |                   | Abdelkhalek El-Banna |                   | Oussama Habiche         |                   |
| Pesi leggeri              |                         |                   |                      |                   |                         |                   |
| Singolo 500 m (dettagli)  | Mohamed Khalil Mansouri |                   | Sid Ali Boudina      |                   | Mohamed Kota            |                   |
| Singolo 1000 m (dettagli) | Sid Ali Boudina         |                   | Ahmed Abdelaal       |                   | Mohamed Khalil Mansouri |                   |

### Donne
| Evento                    | Oro               | Tempo             | Argento           | Tempo             | Bronzo                         | Tempo             |
| Openweight events         | Openweight events | Openweight events | Openweight events | Openweight events | Openweight events              | Openweight events |
| ------------------------- | ----------------- | ----------------- | ----------------- | ----------------- | ------------------------------ | ----------------- |
| Singolo 500 m (dettagli)  | Nawel Chiali      |                   | Dareen Hegazy\|   |                   | Sarah Juliette Saidi Fraincart |                   |
| Singolo 1000 m (dettagli) | Nawel Chiali      |                   | Dareen Hegazy     |                   | Nour El-Houda Ettaieb          |                   |
| Pesi leggeri              |                   |                   |                   |                   |                                |                   |
| Singolo 500 m (dettagli)  | Amina Rouba       |                   | Khadija Krimi     |                   | Maryam Mahmoud                 |                   |
| Singolo 1000 m (dettagli) | Amina Rouba       |                   | Khadija Krimi     |                   | Maryam Abdellatif              |                   |

### Misti
| Evento                               | Oro                                       | Tempo | Argento                             | Tempo | Bronzo                                  | Tempo |
| ------------------------------------ | ----------------------------------------- | ----- | ----------------------------------- | ----- | --------------------------------------- | ----- |
| Staffetta 2×500 m singolo (dettagli) | Egitto Abdelkhalek El-Banna Dareen Hegazy |       | Tunisia Khadija Krimi Mohamed Taieb |       | Algeria Kamel Ait Daoud Nihed Benchadli |       |